# Shen Menglu
Shen Menglu (chinesisch 沈梦露, Pinyin Shen Menglu; * 10. Mai 2002 in Huai’an) ist eine chinesische Fußballspielerin und A-Nationalspielerin.

## Karriere

### Vereine
Menglu spielte das erste Mal im Seniorinnenbereich für den in Nanjing ansässigen Jiangsu Suning FFC als Mittelfeldspielerin. In der  Chinese Women’s Super League 2020 wurde sie in fünf Punktspielen eingesetzt. Sie debütierte zum Saisonauftakt am 23. August beim 3:2-Sieg im Heimspiel gegen den Liganeuling Hebei China Fortune FFC.
Nach Portugal gelangt, gehörte sie von Juli bis Dezember 2021 Sporting Lissabon in der Primeira Divisão, der höchsten Spielklasse im portugiesischen Frauenfußball, an, in der sie am 7. und 11. November (6. und 7. Spieltag) beim 4:0-Sieg im Auswärtsspiel gegen Atlético CP und beim 8:0-Sieg im Heimspiel gegen den Amora FC spielte. Nach Ourém gelangt und der Frauenfußballmannschaft des Clube Atlético Ouriense von Januar bis Juli 2022 angehörig, bestritt sie für diese vom 5. Februar bis zum 22. Mai 2022 zehn aufeinander folgende Punktspiele in der Manutenção.
Für die Frauenfußballmannschaft von Celtic Glasgow bestritt sie vom 7. August 2022 bis zum 19. Mai 2024 54 Punktspiele in der Scottish Women’s Premier League, in denen sie sieben Tore erzielte. Ihr Debüt gab sie zum Saisonstart beim 9:0-Sieg im Heimspiel gegen Hibernian Edinburgh mit Einwechslung für Tiree Burchill in der 56. Minute. Ihr erstes von drei Saisontoren erzielte sie am 30. Oktober 2022 (9. Spieltag) bei der 1:2-Niederlage im Auswärtsspiel gegen den Glasgow City FC mit dem Treffer zum 1:1 in der 76. Minute.
Am 22. Juli 2024 wurde sie ablösefrei vom Bundesligisten Bayer 04 Leverkusen verpflichtet und mit einem bis zum 30. Juni 2026 datierten Vertrag an den Verein gebunden.

### Nationalmannschaft
Menglu spielte (bislang) viermal für die Nationalmannschaft Chinas; je zweimal im Jahr 2023 und 2024. Ihr Debüt als Nationalspielerin gab sie am 2. Dezember in Fort Lauderdale im Bundesstaat Florida bei der 0:3-Niederlage im Freundschaftsspiel gegen die US-amerikanische Nationalmannschaft mit Einwechslung für Shen Mengyu in der 84. Minute. Der zweite Vergleich wurde vier Tage später im texanischen Frisco mit 1:2 verloren. Die beiden Vergleiche mit der Nationalmannschaft Australiens am 31. Mai und 3. Juni 2024 in Adelaide und Sydney endeten mit 1:1 unentschieden und mit einer 0:2-Niederlage.

## Erfolge
- Schottischer Meister 2024
- Schottischer Pokalsieger 2023